# Grenaa
Grenaa eller Grenå  er en havneby og købstad i Østjylland med 14.127 indbyggere  (2025). Byen er Djurslands største by og har en havn med færgeruter til Anholt i Kattegat og den hallandske by Halmstad i Sverige. Byen er desuden også den østligste by i Jylland. Fra Grenaa er der ca. 18 kilometer til Bønnerup Strand, 31 kilometer til Ebeltoft, 34 kilometer til Rønde, 55 kilometer til Randers og ca. 60 kilometer til Aarhus.
Den er gammel købstad og naturligt handelscenter for det østlige Djursland. De ældste bydele ligger omkring Skt. Gertruds Kirke, og udgør centrum for byen. Udvikling har imidlertid betydet at omkringliggende landsbyer er blevet en del af det større byområde, hvilket betyder at områderne Åstrup, Dolmer, Bredstrup, Hessel, Fuglsang, Grenaa Havn og Grenaa Strand i dag er en integreret del af byen.
Grenaa var indtil kommunalreformen i 2007 en del af Grenaa Kommune, hvorefter byen kom med i Norddjurs kommune, der hører under Region Midtjylland. Byen er hovedby i Norddjurs Kommune, og var i 2015 Danmarks 46. største by.

## Historie

### Navn
Forleddet er det gammeldanske ord grind, som enten betyder 'grus' eller 'led, låge'. En 'grind' kunne sandsynligvis også være en grusbanke, hvorpå 
der blev ophalet skibe. Efterleddet er ordet høj. Betydningen er altså led-høj eller grus-høj. I den stedlige udtale er efterleddet siden blevet opfattet som -å.
 Et tidligt navn på byen, Grindhøgh, optræder i Kong Valdemars Jordebog på en liste over pantsat eller udlagt gods i 1240.

### Middelalderen
Allerede i middelalderen var Grenaa en vigtig by. En "købstad ved Kolindsund" nævnes hos Saxo Grammaticus i forbindelse med et søslag på Kolindsund i 1165. Der er dog tvivl om både købstadsbegrebet og om det overhovedet er Grenaa, der tales om. Byen nævnes ved navn så tidligt som år 1231. Det er dog usikkert, om byen allerede her er købstad. I det såkaldte Jens Vittes Brev fra slutningen af 1200-tallet, udgivet i Danmarks Riges Breve, står Jens Vitte anført som borger i Grenaa, den ældst kendte. De ældste byprivilegier er gået tabt, men det ældste bysegl kan dateres omkring 1300. I 1445 var byen købstad, og var indtil tilsandingen af Djurså, den nuværende "Grenaaen", en vigtig havn, hvor skibene kunne sejle helt ind til bykernen. Tager man privilegierne, byseglet, byens udformning og placering tyder det på at byen er opstået som købstad ved overgangen til 1200-tallet, i den store bybygningstid omkring 1050-1225. Ved Torvet ligger Grenaa Kirke, som omtales første gang i 1426. Kirken menes at have sin oprindelse tilbage i 1300-tallet, og sammen med dens placering på middelalderbyens topografisk højeste punkt, udgør det et mønster, som kendetegner købstæder fra 11-1200-tallet. Middelalderbyens vigtigste indgang var Vesterport, da den lå ud til Djurs Nørre Herred, som var byens vigtigste opland med mange tætliggende landsbyer. Sønderport havde også en lille betydning, da dette var indgangen for sejlende, der lagde til i åhavnen syd for det der i dag er Kanikkegade.
Hvornår den har fået købstadsprivilegier, vides ikke. I 1441 blev Kronens købstad Grenaa med mere overdraget i forlening til Otte Nielsen Rosenkrantz. De ældste kendte privilegier er fra 1445, da Christoffer af Bayern på grund af borgernes troskab mod kongen og riget gav dem toldfrihed undtagen for Skanør, Falsterbo og andre kongelige sildelejer om efteråret (privilegierne blev senere mange gange bekræftede). I 1500 gav Kong Hans dem byen frihed, at ingen på 2 mil nær maatte købe med bonden uden borgerne i Grenaa, og de, som boede omkring byen og brugte dens havn, skulde give 4 skilling af hvert skib på 10 læster eller mere, 2 skilling af hver skude og 1 skilling af hver båd, og at ingen måtte dele eller forfølge borgerne uden ved deres byting med loven.

### Renæssancen
Den 4. januar 1552 indrømmede kongen byen, at den til dens havns og skibsbros behov måtte oppebære 2 skilling danske af hvert indenlandsk og 3 skilling af hvert udenlandsk skib, som kom til byen. Den 3. april 1571 befalede kongen lensmanden på Kalø at afsætte den anden borgmester, som borgerne havde indsat, da de før kun havde haft een. I 1595 gav kongen borgerne frihed for indtil videre at betale byskat og for at holde bøsseskytter og bådsmænd på grund af dens uformuenhed til at få havnen repareret.
Byen drev i sin tid en ret betydelig kornhandel, især med Norge, fra det temmelig store opland. I præsteindberetningen fra 1623 siges om byen: "Samme Købstad har været en fornem By i gamle Dage, da Sejlads smstds. og Havnen var ved Magt, forringes nu meget for Flyvesand af en Hede sønden op til Aaen, kaldes Brohede". I det 17. århundrede blev den imidlertid sat meget tilbage, navnlig ved ildebrande: i 1627 brændte under krigen byens østlige del med kirken (i et kongebrev af 1. juni 1576 forbydes det rejsende at skyde i byen, da der derved forårsages ildebrande). Også i krigene i det 17. århundrede har den vistnok lidt meget. Kirken nedbrændte i 1649, men den blev dog relativt hurtigt genopført.
Byen havde en latinskole. Ved kongebrev af 9. december 1558 gives kongens gård "Provstegaarden" i Grenaa til skole og bolig for skolemesteren.

### Under enevælden
Fra 1664 lå latinskolen på Lillegade.
I 1686 tillod kongen, at konsumptionen (afgifter) blev anvendt til havnens forbedring. I 1672 havde købstaden 453 indbyggere.
I det 18. århundrede vedblev tilbagegangen. Af Danske Atlas 1768 fremgår det, at havnen var forfalden, og at byen før havde "haft 18 Fartøjer, men Skibsfarten har saaledes aftaget, at den nu kun har 7-8 Fartøjer fra 6 til 17 Læster, som gaa dels til Kbh. med Brænde, Korn og Fedevarer, dels til Norge med Korn, Malt og Fedevarer og tage Trælast og Jærn tilbage". I 1769 havde byen 702 indbyggere.
Latinskolen blev ophævet i 1739.

### Den tidlige industrialisering
Først efter midten af det 19. århundrede begyndte byen at vokse, nok mest på grund af den forbedrede havn, der gjorde, at mange, som før søgte Randers, nu droges hertil. I 1850 havde byen 1.099 indbyggere, i 1855 1.379 indbyggere, i 1860 1.636 indbyggere, i 1870 1.923 indbyggere, i 1880 2.423 indbyggere, i 1890 2.933 indbyggere, i 1901 3.257 indbyggere, i 1906 3.462 indbyggere og i 1911 3.734 indbyggere.
I 1835 reddede en lokal mand ved navn Søren Kanne flere sømænd fra et grundstødt skib nær Grenaa ved, i stærk storm, at tage sin fars heste og sammen med dem svømme ud til det forliste skib. Redningsmanden blev efterfølgende en helt i byen og belønnet med medalje af kong Frederik 6. for sin dåd. Søren Kanne druknede i åen 1860, men byen glemte ham ikke, så han fik en statue rejst 88 år senere.
I perioden 1874-78 byggede man en ny havn helt ude ved Kattegat og sammen med jernbanens anlæggelse mellem Grenaa og Randers satte det gang i byudviklingen og skabte fremgang.
Af fabrikker og industrielle anlæg fandtes omkring 1870: 1 dampbrænderi, 1 uldspinderi og 1 jernstøberi. Siden foråret 1856 fik byen et bogtrykkeri, hvor blev udgivet Grenaa Avis. Et skibsbyggeri blev anlagt ved havnen i 1873.
Af fabrikker og industrielle anlæg fandtes omkring 1900: Grenaa Dampvæveri (anlagt i 1893, ved århundredeskiftet med omtrent 100 arbejdere og en årlig produktion omtrent 25.000 stk. bomuldstøj), 1 jernstøberi, 2 kalkværker, der ejedes af "De forenede Kalkværker", 1 bogtrykkeri, med mere.
I Grenaa blev udgivet 2 aviser: "Grenaa Avis" og "Grenaa Folketidende" ("Grenaa Dagblad" blev udgivet i Randers).
I Grenaa blev årligt afholdt 4 markeder: 1 i marts og 1 i juli med heste og kvæg, 1 i september og 1 i november med kvæg og får. Torvedag var hver lørdag.
Efter næringsveje fordelte folkemængden 1890 sig i følgende grupper: 1.103 levede af håndværk og industri, 598 af handel og omsætning, 388 af immateriel virksomhed, 71 var jordbrugere, 84 fiskere, 12 søfarende, 21 gartnere, 556 levede af andre erhverv, 61 af deres midler, 39 nød almisse.

### Mellemkrigstiden
Gennem mellemkrigstiden var Grenaas indbyggertal svagt stigende: i 1916 4.039, i 1921 4.537, i 1925 4.606, i 1930 4.651, i 1935 4.995, i 1940 4.786 indbyggere. Samtidig voksede to forstæder frem, Havnevej i Gammelsogn Kommune og Sønder Mølle i Ålsø-Hoed Kommune. De blev indlemmede i købstaden pr. 1. april 1941.
| År                   | 1916  | 1921  | 1925  | 1930  | 1935  | 1940  |
| -------------------- | ----- | ----- | ----- | ----- | ----- | ----- |
| Grenaa købstad       | 4.039 | 4.537 | 4.606 | 4.651 | 4.995 | 4.786 |
| Havnevej             | 873   | 1.045 | 1.272 | 1.404 | 1.713 | 1.920 |
| Sønder Mølle         | -     | -     | 132   | 170   | 156   | 248   |
| Grenaa med forstæder | 4.912 | 5.582 | 5.878 | 6.055 | 6.708 | 6.706 |

Ved folketællingen i 1930 havde Grenaa 4.651 indbyggere, heraf ernærede 322 sig ved immateriel virksomhed, 1.879 ved håndværk og industri, 864 ved handel mm, 305 ved samfærdsel, 304 ved landbrug, skovbrug og fiskeri, 436 ved husgerning, 441 var ude af erhverv og 100 havde ikke oplyst indkomstkilde.
| Næringsveje          | Landbrug m.v. | Håndværk, industri | Handel og omsætning | Transport | Immateriel virksomhed | Hus- gerning | Ude af erhverv | Uangivet | I alt |
| -------------------- | ------------- | ------------------ | ------------------- | --------- | --------------------- | ------------ | -------------- | -------- | ----- |
| Grenaa købstad       | 304           | 1.879              | 864                 | 305       | 322                   | 436          | 441            | 100      | 4.651 |
| Havnevej             | 294           | 525                | 68                  | 73        | 19                    | 74           | 171            | 10       | 1.234 |
| Sønder Mølle         | 22            | 84                 | 10                  | 14        | 7                     | 12           | 20             | 1        | 170   |
| Grenaa med forstæder | 620           | 2.488              | 942                 | 392       | 348                   | 522          | 652            | 111      | 6.055 |

### Efterkrigstiden
Efter 2. verdenskrig fortsatte Grenaa sin befolkningsudvikling. I 1945 boede der 7.251 indbyggere i købstaden, i 1950 8.186 indbyggere, i 1955 8.643 indbyggere, i 1960 9.088 indbyggere og i 1965 11.919 indbyggere. Nogen ny forstadsudvikling udenfor kommunegrænsen skete ikke efter indlemmelserne i 1941.

### Nyere tid
Efterhånden dalede antallet af ansatte ved Grenaa Dampvæveri, og ved lukningen i begyndelsen af 2002 var antallet af ansatte faldet til 170 personer. Det var et stort slag for byen, da Væveriet stoppede (nu planlægges en ny bydel i fabriksområdet med butikker, kontorer og boliger). Efter at være blevet ramt af denne tragedie ramtes Grenaa af en ny i 2002, da byens vartegn, Baunhøj Mølle, brændte helt ned til grunden. Efterfølgende besluttede man at genopføre møllen og den nye kunne indvies i 2005. 12 år før (1993) stod byens største turistattraktion Kattegatcentret færdigt og har siden været en enorm publikumssucces. Tæt ved centrum har man desuden opført Åbyen, en nyere bydel.
Byens sidste tilbageværende dagblad, Dagbladet Djursland, blev 31. oktober 2001, kort efter avisens fusion med Århus Stiftstidende og Randers Amtsavis, nedlagt efter 88 års virke. Bladet havde da et oplag på 5500 eksemplarer. Midtjyske Medier udgiver ugebladene Djurslandsposten og Grenaa Bladet, som begge har til huse i Grenaa.

## Geografi
Grenaa ligger ved den tilsandede del af Kolindsund, som har skabt en dal mellem de mere bakkede områder nord og syd for byen. Derfor er byen karakteriseret ved at bydelene langs ådalen og heden ligger i fladtterræn, hvorimod de nordlige bydele er præget af bakker. Fra Grenaa er der ca. 18 kilometer til Bønnerup Strand, 31 kilometer til Ebeltoft, 34 kilometer til Rønde, 55 kilometer til Randers og ca. 60 kilometer til Aarhus.

### Natur
Naturen i og omkring byen er meget varieret og ligesom resten af Djursland er der et rigt dyreliv, og områder nord for byen er der set ulve.. Nord for byen finder man bakkede morænelandskaber, vest for byen finder man klitter og sandstrand, øst for byen finder man enge og de to store tørlagte søer Kragsø samt Kolindsund, og syd for byen finder man store skove. Del af disse skovområder er Grenaa Plantage og midt i plantagen ligger Fuglsang Hede, hvor plantelivet præges af den sandede jordbund. Over store flader har græsarten bølget bunke succes og danner med sine aks et lyst rødbrunt tæppe fra midt på sommeren til hen over vinteren. Græstæppet brydes af solitære skov-fyr, pil, bævreasp og enebær. Gamle hyld står hist og her sennepsfarvede af alm. væggelav. Ligesom birk, der klarer sig fint på hedens mere fugtige partier, er de nævnte træarter selvsåede. Heden blev fredet i 1936.
Mod Nordøst finder man stenstrande og klinter, samt Jyllands østligste punkt Fornæs. Fornæs ligger på Stensmark Strand, en 10 km lang kyststrækning ud mod Kattegat hvoraf 85 ha blev fredet i 1969. Strækningen består af lave kystskrænter og hævet havbund med stenede strandvolde. Langs kysten ses i træktiden mange rovfugle, og på havet ses flokke af dykænder. I den nordvestlige del af byen blev der i 2016 rejst en skov ved navn Dolmer Kildeskov. Den nye skovs formål skal være at beskytte Dolmer kilde, som er en vigtig drikkevandsressource.

### Geologi
Grenaa geologiske forhold deler byen i to. Det meste af byen ligger på et marint forland, hvor resten af byen ligger på et moræne landskab. Undergrunden består overvejende af marint sand og ler, samt moræne sand, grus og moræneler. Kalken ligger højt i området, men under Kolindsund ligger kalken lavere. Ud for kysten kan man finde Kalkgrunde, og ligeledes er kalksten synlige ved Fornæs.

## Politik
Grenaa er en del af Norddjurs Kommune og Region Midtjylland, som blev oprettet pr. 1. januar 2007. Fra 1970 til 2007 hørte Grenaa under Grenaa Kommune og Århus Amt. Før 1970 hørte byen til Djurs Nørre Herred og Randers Amt.

### Mandatfordeling i byrådet
| 11 |  |  | 3 |  | 10 |

| 24 |

| 11 |  | 3 | 4 | 2 | 6 |

| 19 | 8 |

| 11 |  |  | 2 | 2 | 2 | 6 | 2 |

| 21 | 6 |

| 11 | 2 | 2 | 2 | 3 | 6 |  |

| 21 | 6 |

### Borgmestre 1970-nu
| Navn               | Parti                  | Periode   |
| ------------------ | ---------------------- | --------- |
| Aksel H. Hansen    | Socialdemokratiet      | 1970-1976 |
| Børge Kildal       | Venstre                | 1976-1978 |
| Arne Jessen        | Socialdemokratiet      | 1978-1998 |
| Gert Schou         | Socialdemokratiet      | 1998-2007 |
| Torben Jensen      | Borgerlisten Norddjurs | 2007-2009 |
| Jan Petersen       | Socialdemokratiet      | 2009-2022 |
| Kasper Bjerregaard | Venstre                | 2022-nu   |

## Demografi
| 1731 | 1923 | 1976   | 1981   | 1986   | 1989   | 1992   | 1996   | 2000   | 2004   | 2008   | 2012   | 2015   | 2016   | 2017   |
| ---- | ---- | ------ | ------ | ------ | ------ | ------ | ------ | ------ | ------ | ------ | ------ | ------ | ------ | ------ |
| 700  | 3257 | 13.033 | 13.638 | 13.862 | 13.938 | 14.023 | 14.377 | 14.385 | 14.219 | 14.439 | 14.206 | 14.618 | 14.765 | 14.856 |

I 15-1800-tallet blev udvikling holdt nede af sandflugt, pest, bybrande og krige. Fra 1800-tallet og frem har befolkningsudviklingen været præget af både den tidlige industrialisering, samt den senere bølge i 1960'erne. Befolkningstallet har været relativt stabilt siden 1990'erne, hvor befolkningstallet i 2016 er det højeste i byens historie.

## Økonomi
Økonomien er præget af industri og turisme. Grenaa har som følge af strømforholdende i Kattegat været præget af tung industri. Selvom noget af den tunge industri er forsvundet, er der stadig tydelige spor efter dens stærkt forurenede karakter. BASF og Dansk-Norsk Kvælstoffabrik I/S har efterladt store tomme grunde, efter produktionen lukkede ned. Begge fabrikker var kemiske fabrikker, og på en liste udarbejdet af Miljøstyrelsen i 1989 rangerede BASF som den 12.-farligste fabrik i landet og Dansk-Norsk Kvælstoffabrik I/S som den 11.-farligste. Fabrikkerne lukkede i henholdsvis 2007 og 1990. Grenaa Dampvæveri var en overgang byen største arbejdsplads og frem til 1960'erne Djurslands eneste storindustri. Fabrikken var i en periode landets største væveri og eksporterede til store dele af verden. Fabrikken lukkede i 2002, og fabriksgrunden er ved at blive omdannet til beboelse og butikker. Anden storindustri i byen er papirindustri, som i dag stadig væk er en stor produktion. Bølgepapfabrikken DS Smith er i dag en af de største virksomheder i byen, desuden er det hovedfabrikken i den danske afdeling af koncernen. En anden papirfabrik, SCA Packaging Djursland A/S, lukkede i 2006. Inden for fødevareproduktion er der store virksomheder som De Danske Gærfabrikker, som er den eneste producent af mellassesprit og bagegær i landet, samt Norway Seafood A/S, som producerer fisk til salg i dagligvareforretninger. Nordisk Tang producerer produkter som bl.a. pesto baseret på tang. Anden storindustri er Grenaa Skibsværft, Terma, som producerer komponenter til civile og militære fly, og HSM Industri, som producerer stålkomponenter og rørtekniske anlæg. Derudover finder man en lang række mindre industrier som fx trykkerier, skibsophugning osv. Turismeindustrien er koncentreret om badestranden, hoteller, campingpladser og andre rekreative områder.

## Transport og infrastruktur
Primærruterne 15- og 16 begynder deres jyske hovedvejsstrækning fra Grenaa Havn. Omkring indre by forløber en cityring, som fungerer som en indre ringgade. Cityringen leder trafikken udenom centrum, og er 2,2 km lang. Den har en ruteklassificering som sekundærrute. Syd om de ældre bydele forløber en ydre ringvej som del af primærruten 16 og 15. Havnevej/Østerbrogade/Østergade er en større vej, som forgrener sig fra Cityringen ved Kannikegade/Rosengade og forbinder de centrale bydele med havnen. N. P. Josiassensvej er en vej der forbinder Østerbrogade og Ringvejen, den går igennem uddannelsesområdet, hvor man bl.a. finder Grenaa Gymnasium og Viden Djurs Gymnasier. Bavnehøjvej er en indfaldsvej fra nordvest, som kobler sig på Cityringen ved Vesterport. Vejen går gennem bydelen Bavnehøj og ender ved bydelen Dolmer. Fra Bavnehøjvej giver Sygehusvej adgang til Grenaa Sundhedshus. Randersvej er en indfaldsvej der går syd om bydelen Bavnehøj, den forbinder hovedvej 16 med cityringen. Århusvej er indfaldsvejen fra Aarhus, og forbinder bydelen Fuglsang/Hessel med den indre by, vejen er desuden en del af primærruten 15. Nord om byen forløber omfartsvejene Mellemstrupvej/Bredstrupvej/Kattegatvej, som i hver ende har forbindelse til Ringvejen. Disse veje forløber igennem de store industriområder i nord ved bydelene Bredstrup og Åstrup. En ny omfartsvej (Nordre Kattegatvej) er under konstruktion, som skal forbinde Nordhavnen direkte med hovedlandevej 16.

### Rutenummererede veje i Grenaa
- O Cityring
- 15 går fra Grenaa over Aarhus og Herning til Søndervig
- 16 går fra Ring 2 i København over Frederiksværk, Hundested, Grenaa, Randers, Viborg og Holstebro til Ringkøbing

### Jernbaneforbindelser
Grenaa Station er endestationen på Grenaabanen, der forbinder Grenaa med Aarhus. Siden 2019 har stationen været endestation for Aarhus Letbanes linje L1.
Fra stationen gik der tidligere regionaltog til Aarhus og Odder. Tidligere kørte toget ikke længere end til Aarhus H, men i 2012 overtog DSB driften på Odderbanen, hvorefter samdrift mellem de to baner begyndte. Grenaabanen var en del af Aarhus Nærbane. Der var timedrift på banen med 18 daglige afgange til Odder samt to afgange med endestation i Aarhus. Mellem 2016 og 2019 blev Grenaabanen ombygget som en del af første etape af Aarhus Letbane, hvilket medførte at banen blev opgraderet og elektrificeret. Det betød bl.a., at hastigheden mellem Grenaa Station og Ryomgård Station kunne hæves til 100 km/t frem for de tidligere 75 km/t. Grenaa station fungerer fortsat som endestation, men i den sydlige del af byen blev der oprettet et nyt trinbræt, Hessel. Letbanen har halvtime drift i myldretiden med forbindelser til Odder, Mårslet og Aarhus H.
Fra Grenaa station går der en havnebane til industriområderne ved Bredstrup, samt et spor til nord- og sydhavnen. Denne del af banen er en godsbane uden persontrafik.
Stationer i byen
- Grenaa Station
- Hessel Station (åbnede i 2019)
- Grenaa Havn Station[37] (Er kun en jernbaneteknisk station, der forekommer ingen person trafik)

Letbanen
Linje L1 kører fra oktober 2017 fra Grenaa til Odder, hvor togene kommer til at køre hver halve time. I Lystrup bliver der mulighed for omstigning til linje L2, som vil gå forbi Skejby Sygehus og Aarhus Universitet. På Aarhus Hovedbanegård vil der være omstigning til regional- og intercitytog. I Viby J vil der være mulighed for skift til regionaltog.
| Linje              | Rute                                  | Frekvens |
| ------------------ | ------------------------------------- | -------- |
| L1 Myldretid       | Grenaa - Lystrup - Aarhus H - Odder   | ½ time   |
| L1 Dagtimer        | Grenaa - Lystrup - Aarhus H - Mårslet | 1 time   |
| L1 Aften + Weekend | Grenaa - Lystrup - Aarhus H           | 1 time   |

### Busruter
| Linje        | Rute | Frekvens                               |
| Bybus        | Bybus | Bybus                                  |
| ------------ | --- | -------------------------------------- |
| 1            | Trafikterminalen - Sundhedshuset - Mellemstrupvej - Bredstrupvej - Kattegatvej - Havnevej - Trafikterminalen →                                                                              | ½ time                                 |
| 2            | Trafikterminalen - Fuglevænget - N.P. Jossiasens Vej - Havnevej - Kattegatcentret - De Lichtenbergs Vej - Åboulevarden - Trafikterminalen →                                                 | ½ time                                 |
| 3            | Trafikterminalen - Mellemstrupvej - Åstrupvej - Trafikterminalen - Fuglevænget - N.P. Josiassens Vej - Havnevej - Kattegatcentret - De Lichtenbergs Vej - Åboulevarden - Trafikterminalen → | ½ time                                 |
| 4            | Trafikterminalen - Krattet | 2 gange dagligt                        |
| Tele bybus 1 | Trafikterminalen - Nordlige del af byen ved udvalgte stoppesteder (Røde stoppesteder) | ½ time                                 |
| Tele bybus 2 | Trafikterminalen - Sydlige del af byen ved udvalgte stoppesteder (Blå stoppesteder) | ½ time                                 |
| Skolebus     | |                                        |
| 4.1          | Vestre Skole - Veggerslev - Villersø | 4 afgange dagligt                      |
| 5            | Kattegatskolen Skolebakken - Robstrup - Hammelev | 4 afgange dagligt                      |
| 5.1          | Vestre Skole - Enslev - Dalstrup | 4 afgange dagligt                      |
| 5.2          | Kattegatskolen Åboulevarden og 10. klasse - Allelev - Trustrup | 4 afgange dagligt                      |
| 5.3          | 10. Klasse og ungdomsuddannelser. Auning - Ørum - Grenaa | 4 afgange dagligt                      |
| F            | Ungdomsskole - Lyngby - Trustrup - Grenaa | 2 afgange dagligt                      |
| G            | Ungdomsskole - Veggerslev - Voldby - Grenaa | 2 afgange dagligt                      |
| Regionalbus  | |                                        |
| 83Lyn        | Grenaa - Kolind - Ryomgård - Aarhus | 1 time                                 |
| 888          | Grenaa - København | 1 afgang dagligt                       |
| 120          | Grenaa - Kolind - Rønde - Aarhus | 1 time (kører kun i myldretid)         |
| 122          | Grenaa - Rønde - Aarhus | 1 time                                 |
| 213          | Grenaa - Glesborg - Fjellerup - Vivild - Allingåbro - Randers | 1 time                                 |
| 214          | Grenaa - Ryomgård - Auning - Randers | 1 time                                 |
| 351          | Grenaa - Ebeltoft | ½-1 time (myldretid) 2 time (dagtimer) |
| 352          | Grenaa - Bønnerup - Glesborg - Ryomgård | 1 time                                 |
| Flix         | Grenaa - Odense - Roskilde - København - Københavns Lufthavn, Kastrup | 1 afgang dagligt                       |

### Færgeruter og linjefart
På sydhavnen ligger færgeterminalen, hvor Stena Line og Anholtfærgen har til. Afgange til Anholt varierer fra en til to afgange dagligt. Til Halmstad sejles der to gange dagligt.
- Grenaa-Anholt
- Grenaa-Halmstad (S)

NORlines og Baltic Line anløber begge havnen, og begge linjerfarter medtager stykgods og større laster.
- Turku (FI) - Swinoujscie (PL) - Grenaa - Oslo (N) - Haugesund (N)
- Håvik (N) - Grenaa - Hundested - Swinoujscie (PL) - Turku (F)
- Haugesund (N) - Grenaa - Hundested - Swinoujscie (PL) - Turku (N)

### Kraftværker
Grenaa Varmeværk i bydelen Bredstrup leverer fjernvarme til byens 5.650 forbrugere fra naturgas, træflis og sol. Værket laver strøm fra et 5 MW solcelleanlæg. Begge solanlæg ligger på den gamle BASF grund.

## Uddannelse
Grenaa har en række forskellige uddannelsesinstitutioner, som folkeskoler, gymnasier, erhvervsskoler, erhvervsakademi, VUC og videregående uddannelser. Byens folkeskoler er Kattegatskolen (Søndre Skole og Østre Skole), Vestre skole og Mølleskolen. Derudover ligger Norddjurs Friskole i Grenaa.

### Grenaa Gymnasium
Grenaa Gymnasium har tilhørende kostafdeling beliggende i sammenhæng med gymnasiet. Udover studentereksamen udbyder institutionen hf og International Baccalaureate. I alt har det knap 700 elever og 80 lærere. Gymnasiet er tegnet af Arne Gravers og Johan Richter og blev indviet i 1964. De to arkitekter tegnede også Århus Statsgymnasium. Da dette byggeri faldt i Grenaa Byråds smag, valgtes de til at tegne gymnasiet. Gymnasiet er opført på et plateau. Grundplanen er kvadratisk, og faglokalerne er beliggende rundt om en festsal og en central garderobe. I 2014 blev den nyeste tilbygning indviet, denne består af helt nye lokaler indrettet til musik, billedkunst og design.

### VID Gymnasier, Campus og Erhvervsskoler
VID Gymnasier dækker over hvad der før var Grenaa Tekniske Skole og Grenaa Handelsskole. Begge gymnasier hører under paraplyorganisationen Viden Djurs, og tilbyder en HTX og HHX. I tilknytning til HTX-uddannelsen er Game College, med fokus på spiludvikling, kommunikation, gameengineering, storytelling osv. Dette er den eneste skole i Danmark, som udbyder dette forløb. I tilknytning til HHX-uddannelsen er der Game Sport og Brazil Football College. Game Sport er en 3-årig HHX rettet mod oplevelsesøkonomi og eventskabelse- primært indenfor eSports området. Brazil Footboll College er den eneste skole af sin slags i Danmark, som kombinerer HHX-uddannelsen og træning i brasiliansk fodbold.
Derudover tilbyder VID Gymnasier: IT-College Denmark, Danish Horse College, Business College og Fashion College, samt erhvervsuddannelserne med fokus på: Mad, medie, mekanik, metal og strøm, samt mulighed for EUX, hg og en EUD Business.

### Andre uddannelsesinstitutioner, efteruddannelse & videregående uddannelse
VIA University College tilbyder pædagoguddannelsen, og Randers Social- og Sundhedsskole tilbyder SOSU-uddannelsen. Erhvervsakademi Dania udbyder videregående uddannelser som Datamatiker, Multimediedesigner og Professionsbachelor i Softwareudvikling. VUC tilbyder efteruddannelse.

## Kultur

### Kultur, attraktioner og seværdigheder
Byens bibliotek ligger på N. P. Josiassensvej og er hovedbibliotek for Norddjurs Biblioteker. Biblioteket er også hjemsted for Grenaa Egnsarkiv. Ungdomskulturen i byen varetages af Norddjurs Ungdomsskole, som har lokaler vedsiden af Kattegatskolen(Søndre Skole). Hvert år afholder Ungnorddjurs begivenheden "Track" for unge fra hele landet. Begivenheden er drevet af frivillige unge og skal fungere som et kulturelt tilbud. I den gamle arrest i centrum ligger ungdomshuset "Arresten", som ligeledes er et kulturelt tilbud til unge. Arresten afholder flere forskellige begivenheder som koncerter, loppemarkeder osv. Kulturhuset Pavillonen med tilhørende cafe beliggende på Kærvej er et samlingspunkt i byen for musik og underholdning samt kunstudstillinger. Spillestedet er byens eneste og præsenterer en bred vifte af etablerede kunstnere samt nyere artister fra vækstlaget. I tilknytning til spillestedet ligger Musikskolen.
Grenaa Strand ligger øst fra byen. Den begynder ved Grenaa Havn og strækker sig 6 kilometer mod syd. De sidste 1,5 kilometer af stranden er øde og går ved næsset Havknude over i en stenstrand, som fortsætter ned langs Djurslands østkyst og er kendt blandt lystfiskere. Stranden blev i 2006 kåret som en af Danmarks tre bedste strande. Nord for stranden ligger Kattegatcentret, som er byens største turistattraktion. Akvariet indeholder adskillige saltvandsakvarier med fisk fra danske og udenlandske farvande. Der er bl.a. store hajer og et udendørs bassin med sæler. I sommeren 2022 blev et nyt anlæg med æselpingviner indviet. Ved fiskerihavnen er der fiskeauktioner tidligt om morgenen.
Museum Østjyllands afdeling Djurslands Museum ligger i Søndergade midt i byen og indeholder dels en oldtidssamling af ting fra Djurslands fortid samt udstillinger af legetøj, tekstiler og massemedieapparater, dels en samling med dansk fiskerihistorie, bl.a. fiskeredskaber og skibe. Begge museer holder til i Grenaa Gamle Købmandsgård, som er opført i år 1760. Der er også skiftende særudstillinger. På et af byens højeste punkter ligger Baunhøj Mølle, som af mange betegnes som byens vartegn og ligger 37 meter over havets overflade. Lige øst fra bygrænsen, på Kristiansmindevej, finder man Dansk Motor- og Maskinsamling, som rummer Nordens største samling af stationære motorer.
Syd for byen finder man Katholm, som bl.a. er fødested for Karen Blixens far, officer og forfatter Wilhelm Dinesen. Adgangsvejen "Hulvejen" er en attraktion i sig selv. Det er en smal vejkløft med store bøgetræer på begge sider af vejen, hvor større biler ofte har siddet fast. Vejen blev fredet i 1925. Slottet er åbent for turister frem til voldgraven, men slottet er privatbolig og derfor lukket for offentligheden.
I Søndergade, Lillegade, Storegade og Nederstræde ligger flere gamle huse fra 1700-tallet. Grenaa Gamle Rådhus er fra 1808. Baunhøj Mølle blev opført i 1849.

### Rekreative områder
Grenaa Marina ligger ved Sydhavnen på holmen Skakkes Holm. Tæt ved centrum ligger en stor park, Anlægget. Parken ligger mellem Kulturhuset Pavillonen, Vesterport og Randersvej. På den anden side af Randersvej ligger Sygehusparken. Byen gennemskæres af Grenaaen, og den skaber en grøn kile, der bevæger sig fra Andereservatet i øst til området omkring Anlægget og Kulturhuset Pavillonen i vest. Langs åen og andre steder i byen finder man kolonihaver, bl.a. syd for åen ved Sønderbro. Syd for de ældre bydele finder man Grenaa Plantage og Fuglsang Hede. Katholmskoven ligger i forlængelse af disse skovområder og strækker sig sydpå ned til slottet. Disse områder grænser op til Grenaa Strand i øst og byen mod nord, vest og syd. Der er på plantagen og heden et omfattende og afmærket stisystem, både til gående, mountainbikes og ryttere. Midt i Plantagen finder man også en mindre sø, Skovsøen. I den sydvestlige del finder man også en ski-/kælkebakke. I den østlige del finder man en stor naturlegeplads, som grænser op til de store sommerhusområder ved stranden. I byens centrum er der et net af gågader med gode muligheder for shopping og dagligvarehandel. Man finder også flere restauranter, caféer og andre spisesteder.

### Sport
På Grenaa Idrætscenter er byens sportsfaciliteter samlet med bl.a. fodboldbaner og svømmehal. Tæt ved ligger Grenaa Stadion, som er hjemmebane for fodboldholdet FC Djursland. Holdet er en eliteoverbygning på fem djurslandske fodboldklubber: Grenaa IF, Østdjurs, Stenvad Boldklub og Åstrup/Hammelev IF. Åstrup/Hammelev IF's træningsfaciliteter findes i den nordlige del af byen ved bydelen Åstrup. Grenaa IF tilbyder ud over fodbold sportsgrene som håndbold, badminton og gymnastik.
Hvert år er byen vært for sportsbegivenheden Kattegat Cup, som er en international fodboldturnering for ungdomshold. I 2016 deltog 165 forskellige hold fra Danmark, Norge, Sverige, Tyskland og Storbritannien.

## Venskabsbyer
- Türi, Estland

## Kendte bysbørn fra Grenaa og omegn
- Wilhelm Dinesen, forfatter, officer, eventyrer og politiker (1845–1895)
- Søren Kanne, husmand og redningsmand (ca. 1801–1860)
- Christian Zacho, Kunstmaler (1843-1913)
- Peder Mønsted, Kunstmaler (1859 - 1941)
- August Krogh, nobelprismodtager, zoolog og fysiolog (1874–1949)
- Olivia Holm-Møller, Kunstmaler og Billedhugger (1875 - 1970)
- Carl Svenstrup, bibliotekar (1881 - 1964)
- Gerda Wegener, tegner og maler (1886-1940)
- Aage Sikker Hansen, Tegner og Illustrator (1897 - 1955)
- Simon Jul Jørgensen, komiker og musiker (1977–)
- Louise Lolle, radiovært (1982–)
- Jon Nørgaard, sanger og musiker (1985–)
- Jørn Lund, sprogforsker (1946-)
- Anders Fogh Rasmussen, formand for Venstre fra 1998-2009, statsminister fra 2001-2009, NATO's Generalsekretær fra 2009-2014 (1953-)
- Sharin Foo, musiker og del af rockduoen The Raveonettes (1973-)
- Leif Lahn Jensen, socialdemokratisk politiker, medlem af Folketinget siden 13. november 2007, tidl. gruppeformand. (1967-)
- Jesper Busk Sørensen, Berliner Philharmoniker og adjungeret professor ved Det Kongelige Danske Musikkonservatorium (1980-)